# Міхалін (Поморське воєводство)
Міхалін (пол. Michalin, нім. Michaelshütte) — село в Польщі, у гміні Пшивідз Ґданського повіту Поморського воєводства.
Населення — 283 особи (2011).
У 1975-1998 роках село належало до Гданського воєводства.

## Демографія
Демографічна структура станом на 31 березня 2011 року:
|          | Загалом | Допрацездатний вік | Працездатний вік | Постпрацездатний вік |
| -------- | ------- | ------------------ | ---------------- | -------------------- |
| Чоловіки | 155     | 32                 | 109              | 14                   |
| Жінки    | 128     | 31                 | 77               | 20                   |
| Разом    | 283     | 63                 | 186              | 34                   |